# Atteln
Atteln ist ein Stadtteil von Lichtenau in Nordrhein-Westfalen (Deutschland) und gehört zum Kreis Paderborn. Es ist außerdem Teil der Region Bürener Land. Atteln hatte am 31. Dezember 2023 1553 Einwohner.

## Geographie

### Geographische Lage
Atteln liegt auf dem Sintfeld, der südlichen Teillandschaft der Paderborner Hochfläche im Südwestteil des Naturparks Teutoburger Wald / Eggegebirge westlich der Lichtenauer Kernstadt. Es befindet sich an der Mündung der Sauer in die Altenau und ist der zentrale Ort im Tal der Altenau, die bei Blankenrode entspringend die Paderborner Hochfläche durchfließt und bei Borchen in die Alme mündet.

### Nachbarortschaften
Im Norden beginnend grenzen an Atteln im Uhrzeigersinn die Borchener Ortsteile Etteln und Dörenhagen, die Lichtenauer Stadtteile Ebbinghausen, Husen und Dalheim, die Bad Wünnenberger Stadtteile Elisenhof und Helmern sowie der westlichste Lichtenauer Stadtteil Henglarn. Diese Orte gehören alle zum Kreis Paderborn.

### Klima
Atteln gehört wie Ostwestfalen-Lippe insgesamt zum ozeanischen Klimabereich Nordwestdeutschlands, dem es geringe Temperaturgegensätze und milde Winter verdankt. Allerdings sind schon kontinentale Einflüsse wirksam. So liegt die Temperatur im Sommer höher und die Nächte sind kühler als in größerer Nähe zur Küste. Die Lage auf dem Sintfeld bedingt ein kollines Klima der Hügellandstufe mit kühleren Temperaturen und höherem Niederschlag als in anderen Lagen des Kreisgebiets.

## Geschichte

### Mittelalter

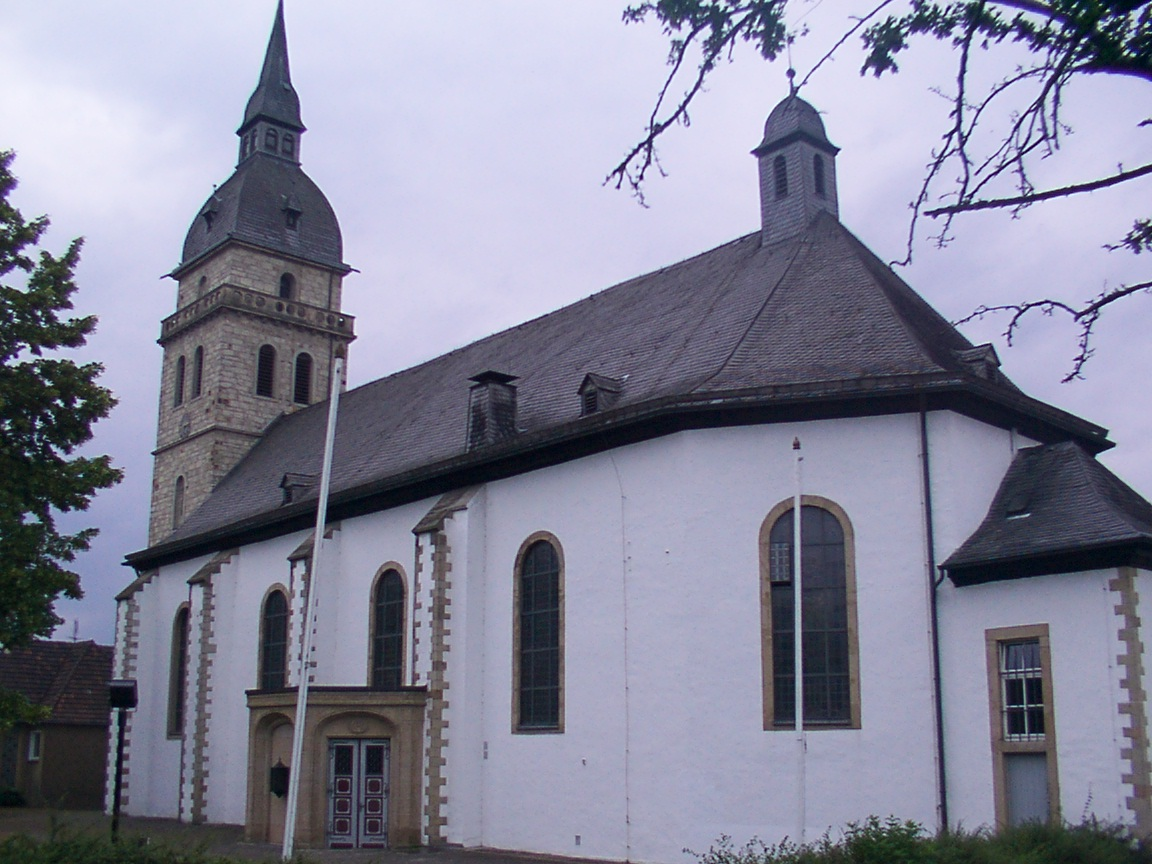
Kath. Kirche St. Achatius

Der im Kloster Böddeken lebende Chronist Gobelin Person sprach im 15. Jahrhundert davon, dass es in Atteln bereits im 9. Jahrhundert eine Kirche gegeben habe. Für Anfang des 12. Jahrhunderts ist der Bau einer Kirche St. Achatius durch das Paderborner Abdinghofkloster belegt. Atteln war für die umliegenden Dörfer sowohl in religiöser als auch in administrativer Sicht ein Hauptort (Pfarrkirche, Freistuhl/Gerichtsstätte) im Hochstift Paderborn. Im 13. Jahrhundert ist ein Rittersitz der Herren von Atteln nachweisbar. Die regionale Wüstungsperiode im Spätmittelalter tangierte Atteln wohl weniger stark. 

### Hexenprozesse der Neuzeit
Von 1597 bis ca. 1611 wurden Hexenprozesse in Borchen durchgeführt. 13 Menschen aus Etteln wurden wegen angeblicher Zauberei angeklagt, neun Personen in Etteln verbrannt und drei Personen in Atteln, darunter Elisabeth Schaefer, Margaretha Vogt, „Die Josepsche“ von Etteln und Gertraud Kneips.

### Neuzeit
Im Zuge der Gegenreformation wurde 1712 die Pfarrkirche St. Achatius im barocken Stil neu errichtet. Atteln gehörte bis zu den Napoleonischen Kriegen zum Hochstift Paderborn und wurde erstmals 1802 bei der Besetzung des Hochstifts preußisch. Im Königreich Westphalen bildete der Ort von 1807 bis 1813 eine Gemeinde im Kanton Atteln des Distrikts Paderborn im Departement der Fulda. 1815 wurde Atteln endgültig preußisch und 1816 kam die Gemeinde zum neuen Kreis Büren, in dem sie zum Amt Atteln gehörte. Mit Inkrafttreten des Sauerland/Paderborn-Gesetzes am 1. Januar 1975 wurde Atteln mit den meisten Gemeinden des Amtes Atteln und den Gemeinden des Amtes Lichtenau zur neuen Stadt Lichtenau zusammengelegt und kam mit dieser zum Kreis Paderborn. Rechtsnachfolgerin der aufgelösten Ämter Atteln und Lichtenau sowie der Gemeinde Atteln ist die Stadt Lichtenau.

### Hochwasser
Nachdem die an der Sauer und Altenau gelegenen Ortschaften, wie Atteln, oftmals von Hochwasser – insbesondere 1965 – betroffen waren, wurden am Saueroberlauf bei Lichtenau das Hochwasserrückhaltebecken Sudheim (1978–1980), am Sauerunterlauf zwischen Ebbinghausen und Atteln das Hochwasserrückhaltebecken Ebbinghausen (1974–1976) und am Altenauoberlauf das Hochwasserrückhaltebecken Husen-Dalheim (1982–1984) errichtet.

## Politik
Ortsvorsteher von Atteln ist Josef Meiwes, CDU.
Bürgermeisterin der Stadt Lichtenau ist Ute Dülfer.

## Verkehr und Infrastruktur

### Straßenverkehr
Die zentrale Hauptstraße in Atteln ist die Finkestraße. In der Ortsmitte zweigt die L754 nach Helmern ab. Die K1 nach Ebbinghausen zweigt im östlichen Ortsteil von der Finkestraße ab. Die nächsten Anschlussstellen an das Bundesfernstraßennetz sind die AS Lichtenau an die A44 und die AS Borchen-Etteln an die Bundesautobahn 33. Im Ortsteil Haaren der Nachbarstadt Bad Wünnenberg befindet sich das Autobahnkreuz Wünnenberg-Haaren A44 & A33.

### Öffentlicher Nahverkehr
Die Stadt Lichtenau gehört zum Nahverkehrsverbund Paderborn-Höxter. Atteln wird täglich von 2 Buslinien bedient. Die Regionalbuslinie R82 verkehrt im 30-Minuten-Takt zwischen Atteln und dem Paderborner Hauptbahnhof. Die Linie 481 fährt stündlich nach Lichtenau. 
Die nächstgelegenen Bahnhöfe sind Paderborn Hauptbahnhof und Altenbeken. Beide Bahnhöfe haben einen InterCity- und ICE-Anschluss.

### Wirtschaft
Einige hundert Meter entfernt vom Ort befinden sich die Industriegebiete Hohenloh-Alt und Hohenloh-Neu. Dort sind regionale, mittelständische Unternehmen und Betriebe ansässig. Das Industriegebiet ist an die Landesstraße L754 (Finkestraße) angeschlossen. Die Betriebe werden also nur per LKW beliefert. Einen Gleisanschluss für Güterzüge gibt es nicht.
In Atteln gibt außerdem noch andere Einrichtungen und Geschäfte die typisch für die Lage und Einwohnerzahl des Ortes sind, wie z. B. eine Schule, einen Kindergarten, ein Freibad, einen Supermarkt, eine Bäckerei, einen Friseur, eine Apotheke und noch weitere Läden.

## Kultur und Sehenswürdigkeiten

### Musik
- Deelenkonzerte (klassisch; 2xjährlich)
- Blasmusik Atteln (Marsch u. Tanzmusik)
- Spielmannszug Atteln (Marschmusik)

### Bauwerke
- Historischer Spieker von 1588
- Pfarrkirche St. Achatius

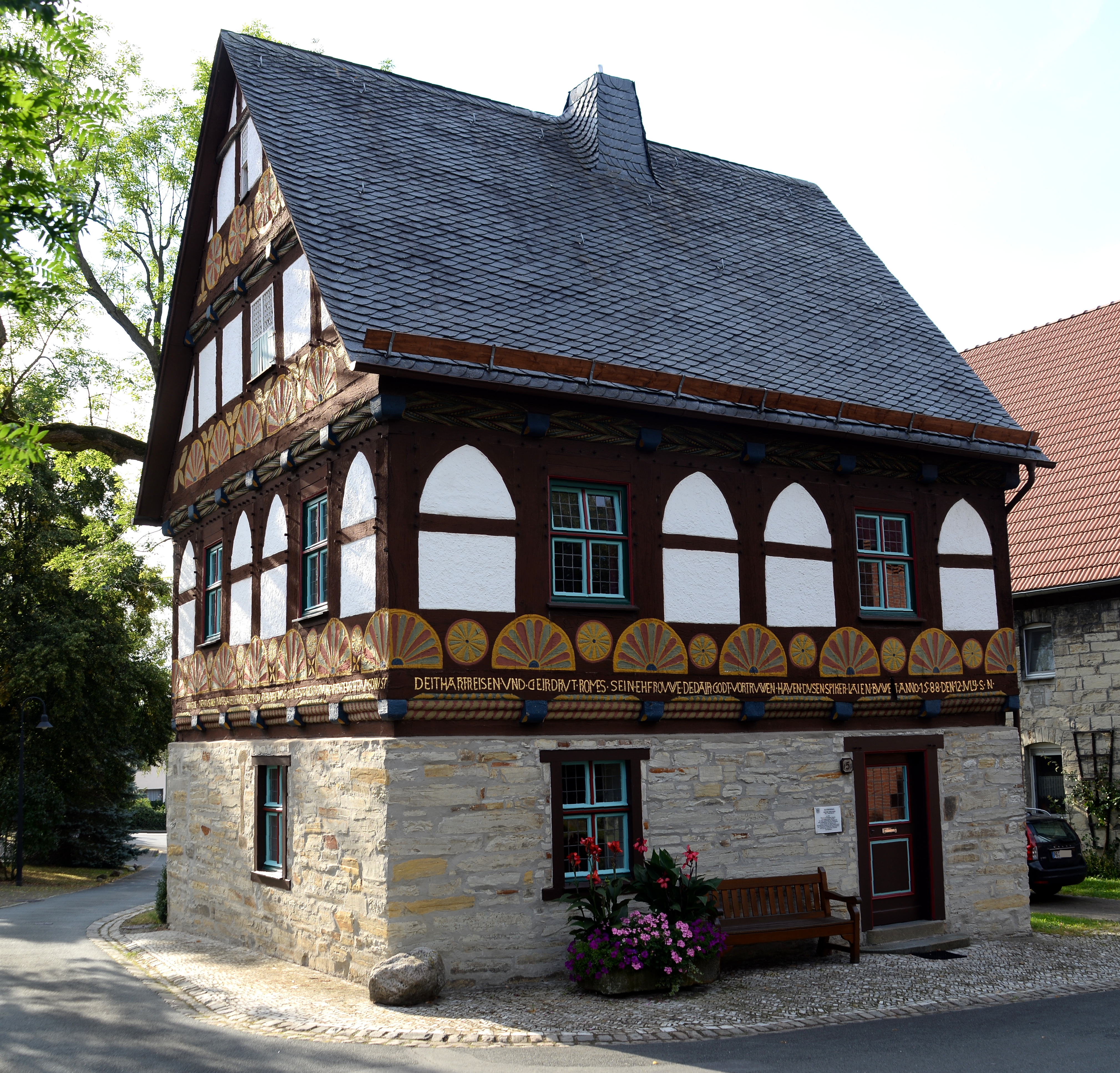
Alter Spieker von 1588

- Naturbad Altenautal (Freibad ohne Chlor)
- historisches Galeriegrab
- Hainbergstadion

### Sport
- SV Atteln 21 e.V
- DLRG Ortsgruppe-Atteln
- Tennisclub Altenautal
- Naturbad Altenautal

### Naturdenkmäler
- „12 Apostel“ (früher 12, jetzt nur noch 11 große Bäume „An der Saale“)

### Regelmäßige Veranstaltungen
- Schützenfest (jährlich – 3. Wochenende im Juni) St. Joh. Schützenbruderschaft Atteln 1710 e. V.
- Sportfest
- Runkelschießen
- 3 Osterfeuer; „Himmel“, „Hölle“ und „Fegefeuer“
- „Take It Easty“ (Osterdisco am Ostersonntag)
- Attelner Männerballettwettbewerb (2 Wochen nach Karneval)
- Maifest (jährlich am 1. Mai) Heimatverein Atteln e. V.

## Persönlichkeiten
- Franz Heiner (1849–1919), römisch-katholischer Theologe und Kirchenrechtler
- Ekkehard Schoeps (3. Januar 1941–22. Dezember 2022), Professor für Voice, Opera, Correpetition an der Folkwang Universität der Künste, Essen